# سحابة ارض الوقواق (رواية)
سحابة أرض الوقواق هي رواية خيالية تاريخية وتأملية ُصدرت في عام 2021 من تأليف الحائز على جائزة بوليتزر المؤلف أنتوني دوير، تم نشرها ألول مرة في 28 سبتمبر 2021 في الواليات المتحدة من قبل أبناء تشارلز سكريبنر والمملكة المتحدة بواسطة السلطة الرابعة، تتمحور الرواية حول مخطوطة يونانية قديمة تربط شخصيات من القسطنطينية في القرن الخامس .عشر وأيداهو الحالية ومركبة فضائية من القرن الثاني والعشرين

## مقدمة المؤامرة
سحابة ارض الوقواق هي قصة خمس شخصيات تمتد لثمانية قرون في اإلمبراطورية البيزنطية في القرن الخامس عشر، شخصية آنا خياطة هي شابة تعيش في القسطنطينية وعمير هو صبي قروي تم تجنيده في الجيش العثماني؛ حيث يستعدون لالستيالء على المدينة، في الوقت الحاضر يعمل زينو وهو من قدامى المحاربين في الحرب الكورية في مكتبة في والية أيداهو يترجم النصوص اليونانية القديمة، بينما يصبح سيمور وهو شاب مصاب بالتوحد مضطرب محاص ًرا بمجموعة من اإلرهابيين البيئيين. في القرن الثاني والعشرين تظهر شخصية كونستانس وهي فتاة صغيرة على متن أرغوس وهي سفينة فضائية من جيل تتجه إلى كوكب يسمى .بيتا اوف ٢ قصصهم مرتبطة بمخطوطة يونانية قديمة بعنوان Land Cuckoo Cloud التي تكتشفها كل شخصية من الشخصيات الخمس وتجد العزاء فيها، إنه كتاب خيالي كتبه الروائي اليوناني أنطونيوس ديوجين في القرن الثاني ويحكي قصة إيثون الراعي في مهمة للعثور على الجنة األسطورية في السماء وتحدث له تغيرات في رحالته مثل أن يتحول إلى حمار وباس البحر وأخيرا غراب مما يسمح له بالطيران إلى أبواب المدينة في السحب.

## خلفية
ذكر دوير في "مالحظة المؤلف" لسحابة ارض الوقواق أن روايته تعتمد على العديد من الكتب األخرى وأبرزها "التجول العالمي" ألنطونيوس ديوجين المفقود اآلن حكاية" عجائب ما وراء ثول وهي مخطوطة سحابة ارض الوقواق هي كتاب خيالي كتبه دوير لكنه نسبه إلى ديوجين، إن أفكار الخرافة تأتي من فيلم الحمار الذهبي ألبوليوس من فيلم الحمار الذهبي ألبوليوس الذي يقول دوير إنه يروي قصة رجل يتحول إلى حمار "يتمتع بحماس ومهارة أكثر بكثير مني"، العديد من تجارب زينو باعتباره يظهر أسير الحرب في كوريا في تذكر أسرى الحرب المنسية: تاريخ شفوي ألسرى الحرب الكورية )٢٠٠٢( بقلم لويس إتش .كارلسون
أثناء بحثه عن الجدران الدفاعية لروايته السابقة كل الضوء الذي ال نستطيع رؤيته )٢٠١٤( التي تركز على مدينة سان مالو المسورة استمر دوير في العثور على إشارات إلى القسطنطينية، قال في مقابلة مع إنترتينمنت ويكلي إن جدرانه صمدت أمام العديد من الحصارات وأنه فقط عندما ظهر البارود في أوروبا تمكن العثمانيون من اختراق دفاعاتها بالمدافع في عام ،.١٤٥٣ إن افتتانه بقصة المدينة يدرك أنه كان عليه أن يكتب عنها، قال دوير إنه وضع جز ًءا من سحابة أرض الوقواق في المستقبل إلظهار خيا علمًيا تما ًما"، اًل المدة التي يمكن أن تبقى فيها النصوص القديمة وأشار إلى أن هذه األقسام "ليست لكنه أضاف أنها كانت نتيجة بحث مكثف حول ما يمكن أن تكون عليه الحياة في ذلك الوقت، أضاف دوير أن كتاب بيل ماكيبين تعثر: هل بدأت اللعبة البشرية تلعب نفسها؟ )٢٠١٩( ساعده على الصورة كيف قد تبدو األرض في القرن الثاني والعشرين.

## تغطية
كتب بابليشرز ويكلي في مراجعته المميزة بنجمة "يقوم دوير بخلط كل من هذه الروايات بسالسة في المقاالت القصيرة التي تحافظ على تدفق الحركة بالكامل والقارئ يقلب الصفحات، إن أوصاف القسطنطينية وأيداهو وأرغوس متميزة ومحققة بالكامل وأبطال كل منها متحدون بالتصميم على البقاء والجوع للقصص" وافقت مراجعات كيركس أي ًضا في مراجعة مميزة بنجمة على اإلشادة بالعديد من "المعجزات السردية" لدوير لتوحيد قصص الرواية في مراجعة في صحيفة الجارديان فقد وصفت إليزابيث نوكس سحابة أرض الوقواق بأنها "هدية رواية" أي "قلب كبير ... فرح واندفاع عميق من الهواء النقي"، أثنت على المهارة التي ينسج بها دوير كل رواية من روايات شخصيته في حكاية ديوجين، ذكر نوكس أن رواية دوير تظهر "كيف تعيش األشياء بالصدفة ومن خالل الحب” وهذا الحب مطلوب "إلنقاذ ما ال يزال لدينا على األرض"، في مراجعة أخرى في صحيفة الجارديان كتبت حفزيباه أندرسون أن سحابة ارض الوقواق مليئة بـ" الوقواقة واليأس والحب والدمار واألمل"، مع اختالط نصه "الغنائي" والفلسفة الكالسيكية بأزمة المناخ ووصف أندرسون الكتاب بأنه "تكريم لسحر القراءة"
كتب مارسيل ثيرو في مراجعة في صحيفة نيويورك تايمز أن سحابة أرض الوقواق هي "رواية مبتكرة كثيرًا تعج بالحياة وتمتد عبر مجموعة هائلة من الخبرة والتعلم وتجسد هدايا سرد القصص التي تحتفل بها"، قال إن شخصياتها "جذابة" ورواية القصص "مشجعة وحيوية"، لقد وجد أنه "إنجاز مذهل" أن دوير قادر على تجميع الروايات المختلفة التي تمتد لثمانية قرون وال يزال ينتج كتابا "مقن ًعا ا ومتناسقً ومؤثرا"، خلص ثيرو إلى أنه "كتاب إنساني وراقي للبالغين مليء بسحر تجارب القراءة في مرحلة الطفولة. في مراجعة سلبية إلى حد كبير في أيرش تايمز فقد وصف باري بيرس "ملحمة دوير متعددة األنواع" بأنها "عمل معقد"، قال إنه في حين أن األقسام في الوقت الحاضر تحتوي على بعض من "أقوى المؤامرات وأفضل كتابة" في الرواية فإن قطع القسطنطينية تميل إلى الركود والوقت الذي يقضيه على متن أرغوس "يقرأ مثل مؤلف الخيال األدبي محاولة القيام بالخيال العلمي". وجد أي ًضا الفصول القصيرة التي تقفز بين الشخصيات واألنواع "مرهقة" و"المعادل األدبي للتنقل بين القنوات في وقت متأخر من الليل"، خلص بيرس إلى أنه عمومًا فإن حبكة الرواية "تمت تقنًيا وببراعة" وعلى الرغم من األقسام األضعف فإنها تستمر في التحرك بوتيرة سريعة لكنه أضاف أنه "قد يكون هناك بالفعل بعض الحقيقة وراء مفهوم أن شيًئا ما أكبر من أن يفشل "،كتب رون تشارلز في صحيفة واشنطن بوست كما دعا سحابة الوقواق األرض معقدة"، كتب أنه في حين أن حكايات كل شخصية كان من الممكن أن تكون رواية آسرة (باستثناء قصة الخيال العلمي التي قال إنها "تحتوي على فانك منطقة الشفق المتعفن") يقوم دوير بتقطيع المؤامرات وتدافعها مما يخلق لغزا نصيا معقدا مثل مخطوطة ديوجين القديمة .
فازت سحابة أرض الوقواق بسباق الجائزة الكبرى للساحل األمريكي لعام ٢٠٢٠ ووصل إلى التصفيات النهائية لجائزة الكتاب الوطني للرواية لعام ٢٠٢١ وتم إدراجها في القائمة الطويلة لميدالية أندرو كارنيجي للتميز في الخيال لعام ٢

## روابط خارجية
الموقع الرسمي 
قائمة عناوين سحابة ارض الوقواق